# Patriot League
Pour les articles homonymes, voir Patriot.
La Patriot League est le groupement de dix universités gérant les compétitions sportives universitaires dans quatorze disciplines dans l'est des États-Unis. 

## Histoire
Fondée en 1986 sous le nom de Colonial League en tant que ligue exclusivement consacrée au football américain, elle change de nom en 1990 quand elle devient omnisports.

## Membres actuels
| - Eagles de l'American - Black Knights de l'Army - Terriers de Boston University - Bison de Bucknell - Raiders de Colgate |  | - Crusaders de Holy Cross - Leopards de Lafayette - Mountain Hawks de Lehigh - Greyhounds de Loyola (Maryland) - Midshipmen de la Navy |

- Les équipes de football américain de l'Army et de la Navy jouent dans la Division I FBS. À partir de la saison 2024, tous deux jouent dans l'American Conference.

## Membres associés
- Rams de Fordham (football américain)
- Hoyas de Georgetown (football américain et aviron féminin)
- Engineers du MIT (aviron féminin)
- Spiders de Richmond (football américain)

### Futurs membres associés
- Wildcats de Villanova (football américain, à partir de 2026)
- Tribe de William & Mary (football américain, à partir de 2026)

## Sports
- Athlétisme (H et F)
- Aviron (F)
- Baseball (H)
- Basket-ball (H et F)
- Cross country (H et F)
- Crosse (H et F)
- Football (H et F)
- Football américain (H)
- Golf (H et F)
- Hockey sur gazon (F)
- Natation et plongeon (H et F)
- Softball (F)
- Tennis (H et F)
- Volley-ball (F)

## Installations sportives
Futurs membres en gris.
| Université        | Stade de foot US                   | Capacité                | Salle de basket-ball        | Capacité                    |
| ----------------- | ---------------------------------- | ----------------------- | --------------------------- | --------------------------- |
| American          | Pas d'équipe de foot US            | Pas d'équipe de foot US | Bender Arena                | 4 500                       |
| Army              | Michie Stadium                     | 40 000                  | Christl Arena               | 5 043                       |
| Boston University | Pas d'équipe de foot US            | Pas d'équipe de foot US | Agganis Arena Case Gym      | 7 200 1 800                 |
| Bucknell          | Christy Mathewson-Memorial Stadium | 13 100                  | Sojka Pavilion              | 4 000                       |
| Colgate           | Andy Kerr Stadium                  | 10 221                  | Cotterell Court             | 3 000                       |
| Fordham           | Coffey Field                       | 8 000                   | Membre en foot US seulement | Membre en foot US seulement |
| Georgetown        | Multi-Sport Field                  | 2 500                   | Membre en foot US seulement | Membre en foot US seulement |
| Holy Cross        | Fitton Field                       | 23 500                  | Hart Center                 | 3 600                       |
| Lafayette         | Fisher Field                       | 13 750                  | Kirby Sports Center         | 3 500                       |
| Lehigh            | Goodman Stadium                    | 16 000                  | Stabler Arena               | 5 600                       |
| Loyola            | Pas d'équipe de foot US            | Pas d'équipe de foot US | Reitz Arena                 | 3 000                       |
| Navy              | Navy-Marine Corps Memorial Stadium | 34 000                  | Alumni Hall                 | 5 710                       |
| Richmond          | Robins Stadium (en)                | 8 700                   | Membre en foot US seulement | Membre en foot US seulement |
| Villanova         | Villanova Stadium                  | 12 500                  | Membre en foot US seulement | Membre en foot US seulement |
| William & Mary    | Zable Stadium (en)                 | 12 259                  | Membre en foot US seulement | Membre en foot US seulement |